# Флавіан (патріарх Константинопольський)
Святитель Флавіан (грец. Φλαβιανός; ? — 11 серпня 449, Лідія) — візантійський богослов, Архієпископ Константинопольський (446—449). Шанується в лику святителів як східної православної, так і римо-католицькою церквами, пам'ять в православній церкві 5 лютого (за новоюліанським календарем)

## Життєпис
Святитель Флавіан сповідник, Архієпископ Константинопольський, обіймав кафедру при візантійському імператорі Феодосії Молодшому (408—450) і його сестрі Пульхерії (+ 453; пам'ять 10 вересня). Спочатку він був пресвітером і зберігачем святих чаш в Соборній церкві. На патріарший престол був зведений після смерті святого патріарха Прокла у 446 році.
В цей період історії внутрішні смути і єресі роздирали церковну єдність. В 448 році святитель Флавіан скликав Помісний Собор у Константинополі для розгляду єресі Євтихія, який стверджував лише одне єство — божественне — в Господі Ісусі Христі (єресь монофізитства). Завзятість у своїй помилці, єретик Євтихій був відлучений від Церкви і позбавлений сану. У єретика був могутній покровитель в особі Хрисафія, наближеного до імператора євнуха. Хрисафій інтригами схилив на бік Євтихія Діоскора, патріарха Олександрійського, і домігся від цісаря дозволу на скликання в Ефесі собору, який отримав згодом назву розбійницького.
|   | А Варсума кричав: — Убити єретика Флавіана, вбити його! |
| — |                                                         |

На розбійницькому соборі головував Діоскор, який добився погрозами і силою виправдання єресі Євтихія і засудження святого патріарха Флавіана. Святий Флавіан на засіданні собору був жорстоко побитий зухвалими ченцями під проводом архімандрита Варсуми. Навіть сам безбожний голова розбійницького собору єретик Діоскор взяв участь в цьому побитті. Після цього на святителя Флавіана були покладені важкі вериги, і він був засуджений на вигнання в Ефес. Однак Господь припинив його подальші страждання, пославши йому через три дні смерть (+ в серпні 449 року). Цариця Пульхерія втекла з палацу.

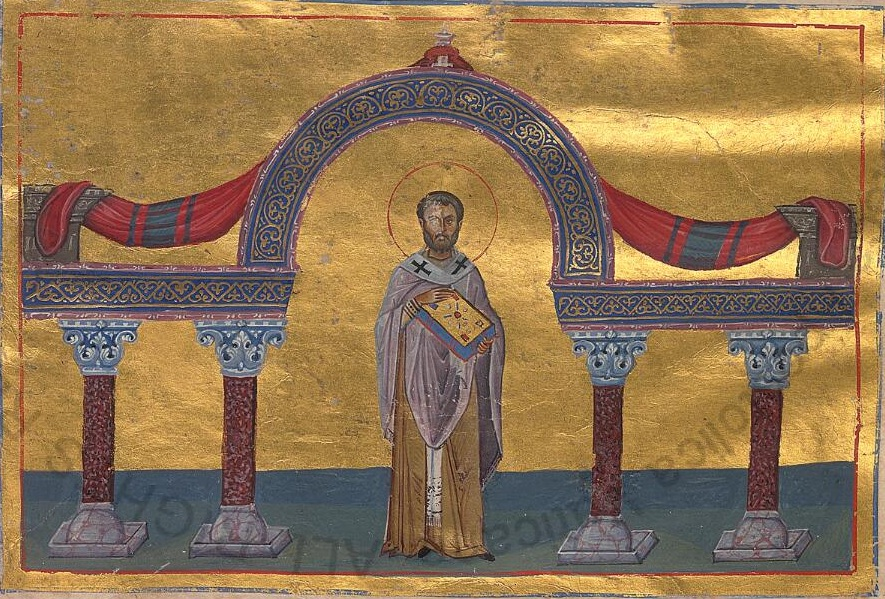
Флавіан сповідник, патріарх Константинопольський. Константинополь. 985 р. Мініатюра Минология Василя II. Ватиканська бібліотека. Рим.

Після смерті Феодосія II в 450 році, вже будучи імператрицею, Пульхерія повернулася в палац. Незабаром відкрилися інтриги Хрисафія, і на Четвертому Вселенському соборі (451 рік) єресь була засуджена. Її стараннями мощі святителя патріарха Флавіана були з честю перенесені з Ефеса в Константинополь, у храм Святих Апостолів.
Згідно з легендою, мощі Святого Флавіана були перенесені на корабель з волі імператриці Галли Плацидії для відправки в Равенну. По дорозі в морі корабель, можливо після бурі, виявився без екіпажу, на березі Castrum Novum Piceni, сьогоднішня Джуліанова. Днем прибуття корабля традиційно вважається 24 листопада. На честь цієї події було споруджено великий храм, присвячений Святому Патріарху де його мощі були розміщені в скриньці з мармуру.
Пам'ять святого Флавіана Константинопольського в православній церкві відзначається 18 лютого (2 березня) у високосний рік або 18 лютого (3 березня) в невисокосні роки, в католицької церкви — 18 лютого і 24 листопада (в день прибуття корабля в Джуліанова). Святий Флавіан вважається покровителем міст Баришано, Башано, Джуліанова (Абруццо), Капітіньяно, Конверсано, Реканаті і Торано-Нуово.